# Madison Square Garden (1879)
El primer complejo del Madison Square Garden fue un pabellón en la ciudad de Nueva York, ubicado entre East 26th Street y Madison Avenue, en Manhattan. El primero de los cuatro edificios conocidos por usar ese nombre, tenía una capacidad para 10 000 espectadores. Funcionó desde 1879 hasta 1890, cuando fue reemplazado por un nuevo edificio en el mismo sitio.

## Antes del Garden
El edificio que se convirtió en el Madison Square Garden fue originalmente el depósito de pasajeros de la New York and Harlem Railroad, antes de ser arrendado a P. T. Barnum, cuando el depósito se trasladó en 1871 al uptown. Barnum lo convirtió en una pista ovalada de 82 metros de largo, con asientos y bancos, que él llamó el "Gran Hipódromo Romano", donde presentó los circos y otros espectáculos. El edificio, que carecía de techo, también fue llamado "Barnum's Monster Classical and Geological Hippodrome", y medía 130 por 61 metros.
En 1876 el escenario al aire libre fue arrendado al compositor y director de orquesta Patrick Gilmore, quien le cambió el nombre por "Gimore's Garden" y donde presentó exposiciones florales, concursos de belleza, reuniones, y el primero de los Westminster Kennel Club Dog Show (1877). Gilmore también probó a llevar al recinto, el boxeo, pero como aquellos combates eran técnicamente ilegales en aquel momento, él los llamó "exposiciones" o "conferencias ilustradas."
El siguiente contrato de arrendamiento fue para W.M. Tileston. Trató de atraer a un público más gentil con el tenis, una escuela de equitación y un carnaval de hielo (fue uno de los primeros recintos de Estados Unidos con pista de patinaje sobre hielo en su interior).

## El cambio de nombre final

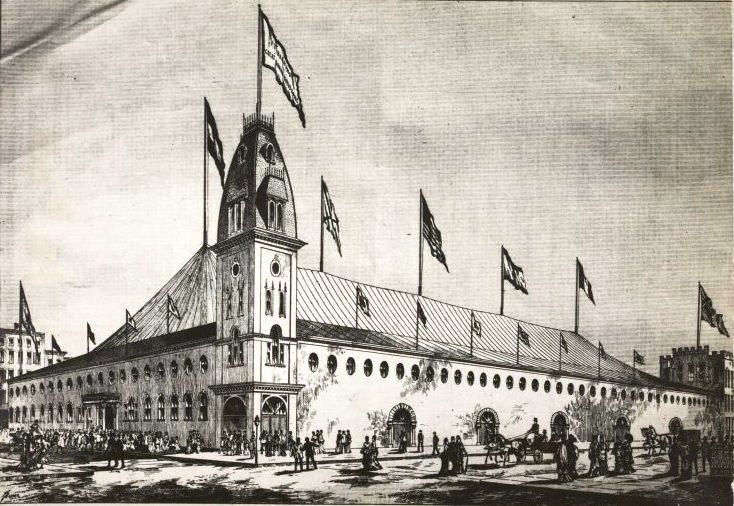
Hipódromo Romano de P. T. Barnum, predecessor del Madison Square Garden

Después de la muerte de Cornelius Vanderbilt, dueño del lugar, su nieto William Kissam Vanderbilt, retomó el control y anunció el cambio de nombre del pabellón por "Madison Square Garden" el 31 de mayo de 1879. Vanderbilt presentó eventos deportivos como encuentros de atletismo, una convención de la "Benevolent and Protective Order of Elks", la Feria Nacional del Caballo, y más boxeo, incluyendo algunos combates con John L. Sullivan, quien inició una serie de exhibiciones durante cuatro años desde julio de 1882, atrayendo a multitudes que desbordaban la capacidad del recinto. P. T. Barnum también utilizó el Garden para exhibir a Jumbo, el elefante que había comprado en el zoológico de Londres.
Otro uso notable del primer Garden fue el de velódromo, una pista ovalada para bicicletas de carreras. En aquel momento, las carreras de bicicletas constituían uno de los deportes más populares de Estados Unidos. 
Por desgracia, el Garden, no disponía de techo, lo cual propiciaba un exceso de calor en verano, y de frío en el invierno. Vanderbilt lo vendió a un sindicato que incluía a personas como J.P. Morgan, Andrew Carnegie, James Stillman y W.W. Astor, que lo cerraron para construir un nuevo estadio, diseñado por el arquitecto Stanford White. 
Su demolición comenzó en julio de 1889, y el segundo el Madison Square Garden, cuya construcción costó más de medio millón de dólares, se abrió el 6 de junio de 1890. Este segundo edificio, fue demolido en 1926, y su lugar, lo ocupa desde entonces el New York Life Insurance Building, diseñado por Cass Gilbert y terminado en 1928.